# Robert Bechtle
Robert Bechtle, né le 14 mai 1932 à San Francisco et mort le 24 septembre 2020 à Berkeley, est un peintre et graveur américain.

## Biographie
Robert Bechtle naît le 14 mai 1932 à San Francisco, en Californie.
Avec un réalisme net et presque photographique, Robert Bechtle peint des voitures étincelantes, représentant chaque détail avec une extrême précision. Il a aussi peint des scènes de la vie quotidienne, souvent autobiographiques.
L'artiste acquiert une renommée nationale et internationale au début des années 1970 dans le cadre du mouvement photoréaliste.
Robert Bechtle meurt le 24 septembre 2020 à Berkeley (Californie) de la maladie à corps de Lewy.